# Ostróżnica (gromada)
Ostróżnica – dawna gromada, czyli najmniejsza jednostka podziału terytorialnego Polskiej Rzeczypospolitej Ludowej w latach 1954–1972.
Gromady, z gromadzkimi radami narodowymi (GRN) jako organami władzy najniższego stopnia na wsi, funkcjonowały od reformy reorganizującej administrację wiejską przeprowadzonej jesienią 1954 do momentu ich zniesienia z dniem 1 stycznia 1973, tym samym wypierając organizację gminną w latach 1954–1972.
Gromadę Ostróżnica z siedzibą GRN w Ostróżnicy (w obecnym brzmieniu Ostrożnica) utworzono – jako jedną z 8759 gromad na obszarze Polski – w powiecie kozielskim w woj. opolskim, na mocy uchwały nr VII/22/54 WRN w Opolu z dnia 4 października 1954. W skład jednostki wszedł obszar dotychczasowej gromady Ostróżnica ze zniesionej gminy Pawłowiczki oraz przysiółek Pulów z dotychczasowej gromady Ligota Mała ze zniesionej gminy Polska Cerekiew w tymże powiecie. Dla gromady ustalono 16 członków gromadzkiej rady narodowej.
Gromadę zniesiono 31 grudnia 1961, a jej obszar włączono do gromad: Pawłowiczki (wieś Ostróżnica) i Polska Cerekiew (wieś Pulów) w tymże powiecie.